# Pheosiopsis lusciniola
Pheosiopsis lusciniola är en fjärilsart som beskrevs av Nakamura 1973. Pheosiopsis lusciniola ingår i släktet Pheosiopsis och familjen tandspinnare. Inga underarter finns listade i Catalogue of Life.